# Kua Fu
Kua Fu (chiń.夸父) – postać z mitologii chińskiej, prawnuk Gonggonga. Wyobrażano go sobie jako bestię o dziwnym wyglądzie; jego opisy różniły się w poszczególnych regionach Chin.
Według legendy Kua Fu był postacią nierozumną i dla sprawdzenia swoich sił postanowił złapać słońce. W pogoni za nim przebiegł wiele krajów, aż w końcu padł martwy z pragnienia.
Według opowieści z Księgi gór i mórz Kua Fu miał walczyć po stronie Chi You przeciwko Żółtemu Cesarzowi i zginął zabity przez smoka Yinglonga.